# Vyšný Klátov
Vyšný Klátov (ungarisch Felsőtőkés) ist eine Gemeinde im Osten der Slowakei mit 487 Einwohnern (Stand 31. Dezember 2024). Sie liegt im Okres Košice-okolie, einem Teil des Košický kraj.

## Geografie
Die Gemeinde Vyšný Klátov liegt etwa acht Kilometer nordwestlich der Großstadt Košice. Das knapp 18 km² Quadratkilometer große Gemeindegebiet umfasst einen nach Südosten öffnenden Talabschnitt eines Seitenbaches des oberen Myslavsky potok, einem Nebenfluss des Hornád. Die Höhen um Vyšný Klátov gehören zu den Volovecer Bergen, den östlichen Ausläufern des Slowakischen Erzgebirges. Im Norden des Gemeindegebietes steigt das Gelände an und erreicht im Predné holisko mit 949 m n.m. den höchsten Punkt. Der Myslavsky potok bildet die südwestliche Gemeindegrenze, hinter der ein schmaler bewaldeter Höhenzug das Gebiet vom Tal der Ida trennt, die hier parallel zum Myslavsky potok nach Südosten fließt. Bis auf den Südosten ist das Gemeindeareal von dichten Wäldern bedeckt.
Nachbargemeinden von Vyšný Klátov sind Košická Belá im Norden, Košice im Osten, Nižný Klátov im Südosten, Hýľov im Südwesten sowie Zlatá Idka im Nordwesten.

## Geschichte
Das Dorf Vyšný Klátov wurde um die Wende des 13. zum 14. Jahrhundert gegründet. Die erste schriftliche Erwähnung des Dorfes in Form von Vyfolu sev nemutfolu stammt aus dem Jahr 1317. Die vornehmlich deutschsprachigen Siedler nannten das Dorf Superior- oder Ober-Beckseyffen. Der erste bekannte Besitzer des Dorfes war ein Edler namens Hannus. Ein späterer Besitzer war der Gutsherr des benachbarten Baška und ab 1382 geriet Vyšný Klátov in den Einflussbereich der Stadt Košice, die hier ihren gewaltigen Holzbedarf deckte. Erst ab diesem Zeitpunkt ist von zwei verschiedenen Dörfern – Nižný Klátov und Vyšný Klátov – die Rede. Die Abhängigkeit von Košice dauerte bis in das 19. Jahrhundert.
Der ungarische Name Felsőtőkés leitet sich von Tőké (= Baumstumpf) ab. Andere Schreibweisen des Dorfes in der frühen Geschichte waren Superior-Turas, Tukes, Fel-Teukes, Wisznia Tekuskeho, Wisnu Tokes und Vyšní Tejkeš.
Wie auch in anderen Dörfern der Umgebung fand man in Vyšný Klátov Eisenerz. Die deutschen Kolonisten begannen bereits im 14. Jahrhundert mit der Eisenverarbeitung. In den folgenden Jahrhunderten verschob sich die Zusammensetzung der Bewohner allmählich zugunsten der Slowaken. 1772 gab es in Vyšný Klátov 68 Häuser mit 519 Einwohnern.
Zu Beginn des 19. Jahrhunderts lebten in Vyšný Klátov fast ausschließlich Slowaken, die Beamten der Gendarmerie, der Militär, Finanz-, Bildungs-, Steuer- und anderen Verwaltungsbehörden waren Ungarn. Am Ende des 19. Jahrhunderts trieb die Armut, die im gesamten Osten der Slowakei herrschte, viele Bewohner aus dem Land – teilweise nach Ungarn, teilweise nach Übersee. 1828 wurde die römisch-katholische Dreifaltigkeitskirche und die katholische Schule errichtet.
Im Ersten Weltkrieg fielen 52 Dorfbewohner. Während der Weltwirtschaftskrise wanderten erneut viele Einwohner nach Amerika aus.
Nach dem Ersten Wiener Schiedsspruch gehörte das Dorf als Felsőtőkés von 1938 bis 1945 zum ungarischen Komitat Abaúj.
Erst seit 1948 heißt das Dorf offiziell Vyšný Klátov.
1954 wurde Vyšný Klátov an das Busliniennetz angeschlossen, 1959 erfolgte die Elektrifizierung. 1964 entstand das neue Dorfgemeinschaftshaus, 1969 begann man mit dem Bau einer neuen Pfarrei. Im Jahr 1973 wurde im Dorf die kommunalen Wasserversorgung aufgebaut. In den 1980er Jahren wurden die Straßen asphaltiert und 1997 war Vyšný Klátov an die zentrale Gasversorgung angeschlossen.

## Bevölkerung
| Jahr                | 1994 | 2004    | 2014     | 2024    |
| ------------------- | ---- | ------- | -------- | ------- |
| Anzahl der Personen | 371  | 403     | 446      | 487     |
| Unterschied         |      | +8,62 % | +10,66 % | +9,19 % |

| Jahr                | 2023 | 2024    |
| ------------------- | ---- | ------- |
| Anzahl der Personen | 480  | 487     |
| Unterschied         |      | +1,45 % |

Nach den Ergebnissen der Volkszählung lebten 2001 in Vyšný Klátov 412 Einwohner, davon 99 % Slowaken sowie feweils 0,5 & Ungarn und Roma.
95,15 % der Bewohner bekannten sich zur römisch-katholischen Kirche.

## Sehenswürdigkeiten
- Pfarrkirche der Heiligen Dreifaltigkeit (Farský kostol Najsvätejšej Trojice)[7]

Römisch-katholische Dreifaltigkeitskirche in Vyšný Klátov
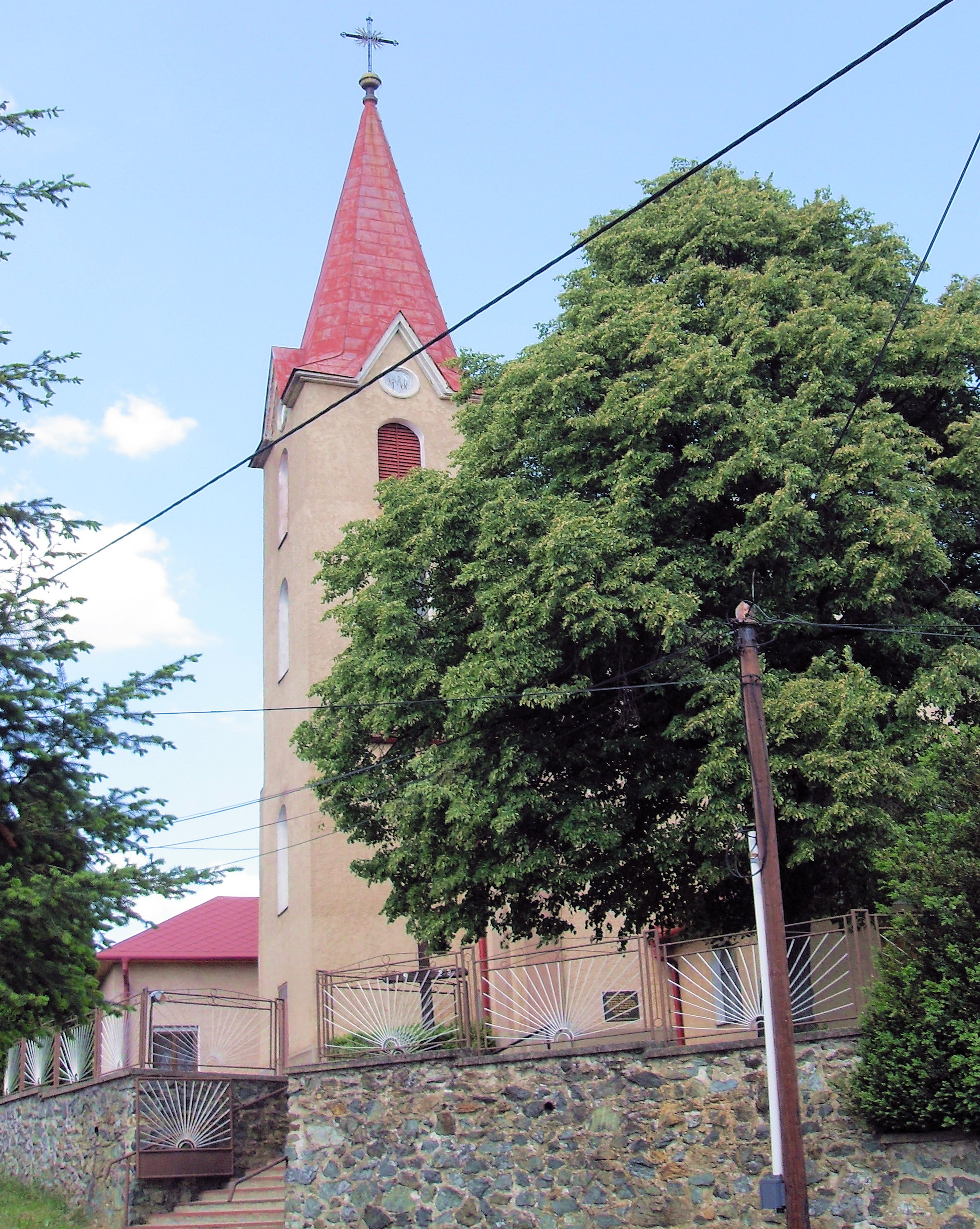
Südseite
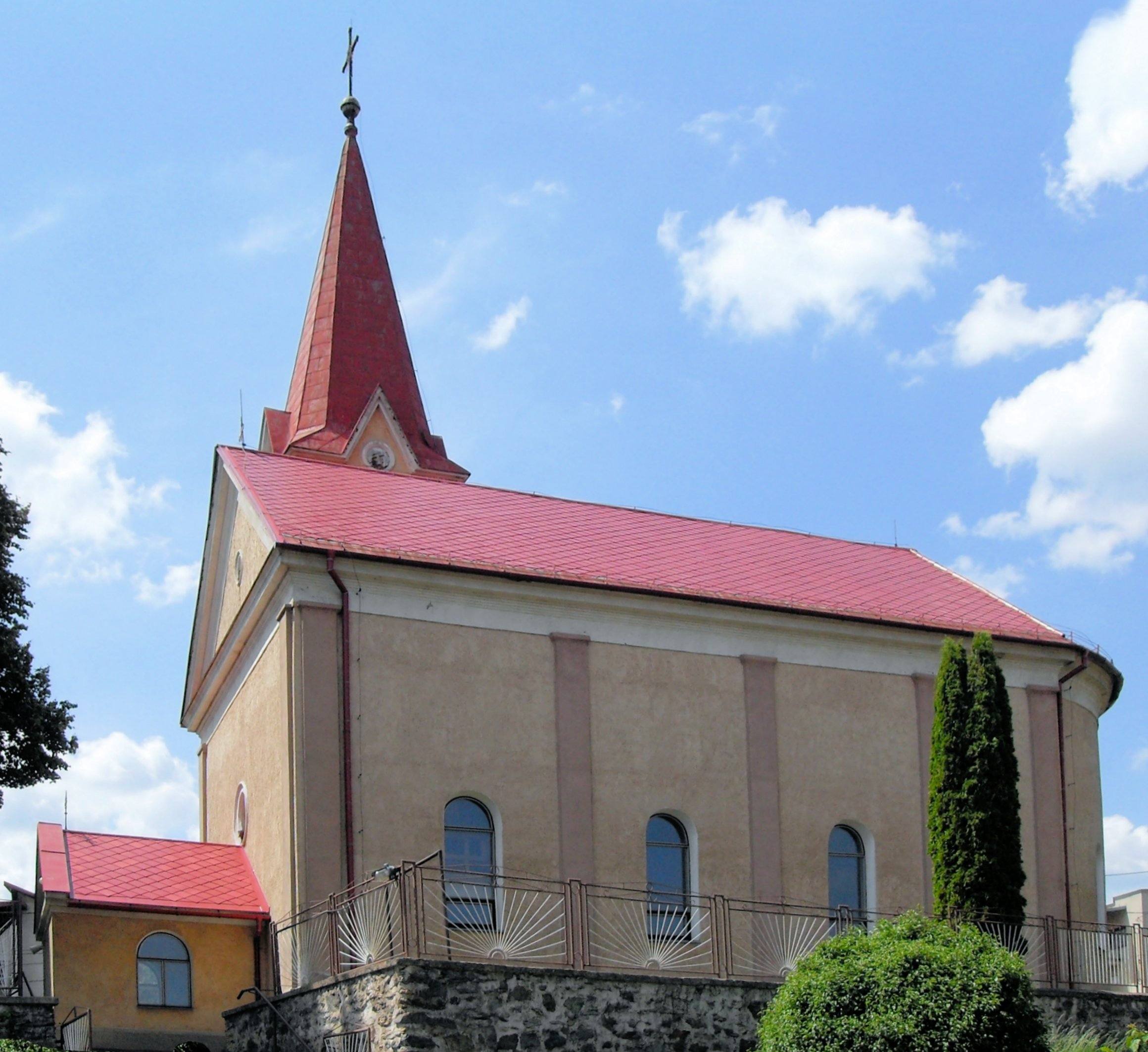
Ostseite

## Wirtschaft und Infrastruktur
Einen wichtigen Erwerbszweig bildet in Vyšný Klátov seit vielen Generationen die Landwirtschaft – hier insbesondere die Milchviehhaltung und der Anbau von Getreide und Futtermitteln. Einige Bewohner pendeln in die nahe Großstadt Košice. Größter Arbeitgeber der Umgebung ist aber ein Steinbruch westlich des Ortes, den das Unternehmen Krušgeo SK betreibt. Eine behördliche Genehmigung für die Ausdehnung des Steinbruches auf das Zehnfache bis zum Jahr 2020 besteht bereits; ungeklärt ist nur die Art und Weise des Abtransports des Gesteins.
Von und nach Vyšný Klátov führt nur eine ganzjährig benutzbare Straße, die das Dorf mit Nižný Klátov verbindet. Durch Nižný Klátov verläuft die Hauptstraße von Košice über Hýlov nach Zlatá Idka. Nach Košice bestehen regelmäßige Busverbindungen; von dort aus führen Bahnverbindungen in alle Landesteile.